# Limón (Utuado)
Limón es un barrio ubicado en el municipio de Utuado en el estado libre asociado de Puerto Rico. En el Censo de 2010 tenía una población de 227 habitantes y una densidad poblacional de 69,39 personas por km².

## Geografía
Limón se encuentra ubicado en las coordenadas 18°19′31″N 66°37′58″O / 18.32528, -66.63278. Según la Oficina del Censo de los Estados Unidos, Limón tiene una superficie total de 3.27 km², de la cual 3.17 km² corresponden a tierra firme y (3.09%) 0.1 km² es agua.

## Demografía
Según el censo de 2010, había 227 personas residiendo en Limón. La densidad de población era de 69,39 hab./km². De los 227 habitantes, Limón estaba compuesto por el 93.39% blancos, el 3.08% eran afroamericanos, el 1.76% eran de otras razas y el 1.76% pertenecían a dos o más razas. Del total de la población el 99.12% eran hispanos o latinos de cualquier raza.